# Пријенај
Пријенај (литв. Prienai, рус. Прены, пољ. Preny) је град у Литванији, у јужном делу државе. Пријенај је и седиште истоимене општине Пријенај у оквиру округа Каунас.
Пријенај је према последњим проценама из 2010. године имао 10.875 становника. 

## Партнерски градови
- Houffalize
- Алтеа
- Бад Кецтинг
- Белађо
- Гранвил
- Холстебро
- Meerssen
- Niederanven
- Превеза
- Sesimbra
- Sherborne
- Karkkila
- Окселесунд
- Јуденбург
- Хојна
- Кесег
- Сигулда
- Сушице
- Тјури
- Звољен
- Marsaskala
- Сирет
- Agros
- Шкофја Лока
- Трјавна
- Bundoran